# ماريو بويسين
ماريو بويسين (بالإنجليزية: Mario Booysen)‏ (15 أغسطس 1988 بكيب تاون في جنوب أفريقيا - ) هو لاعب كرة قدم جنوب أفريقي في مركز الدفاع. لعب مع أياكس كيب تاون وسوبر سبورت يونايتد وماريتزبرغ يونايتد ‏ ونادي بلومفونتين سيلتيك.

## وصلات خارجية
- ماريو بويسين على موقع قاعدة بيانات كرة القدم.إي يو (الإنجليزية)
- ماريو بويسين على موقع ناشيونال فوتبول تيمز (الإنجليزية)
- ماريو بويسين على موقع عالم كرة القدم.نت (الإنجليزية)